# Minamoto no Yoshiie

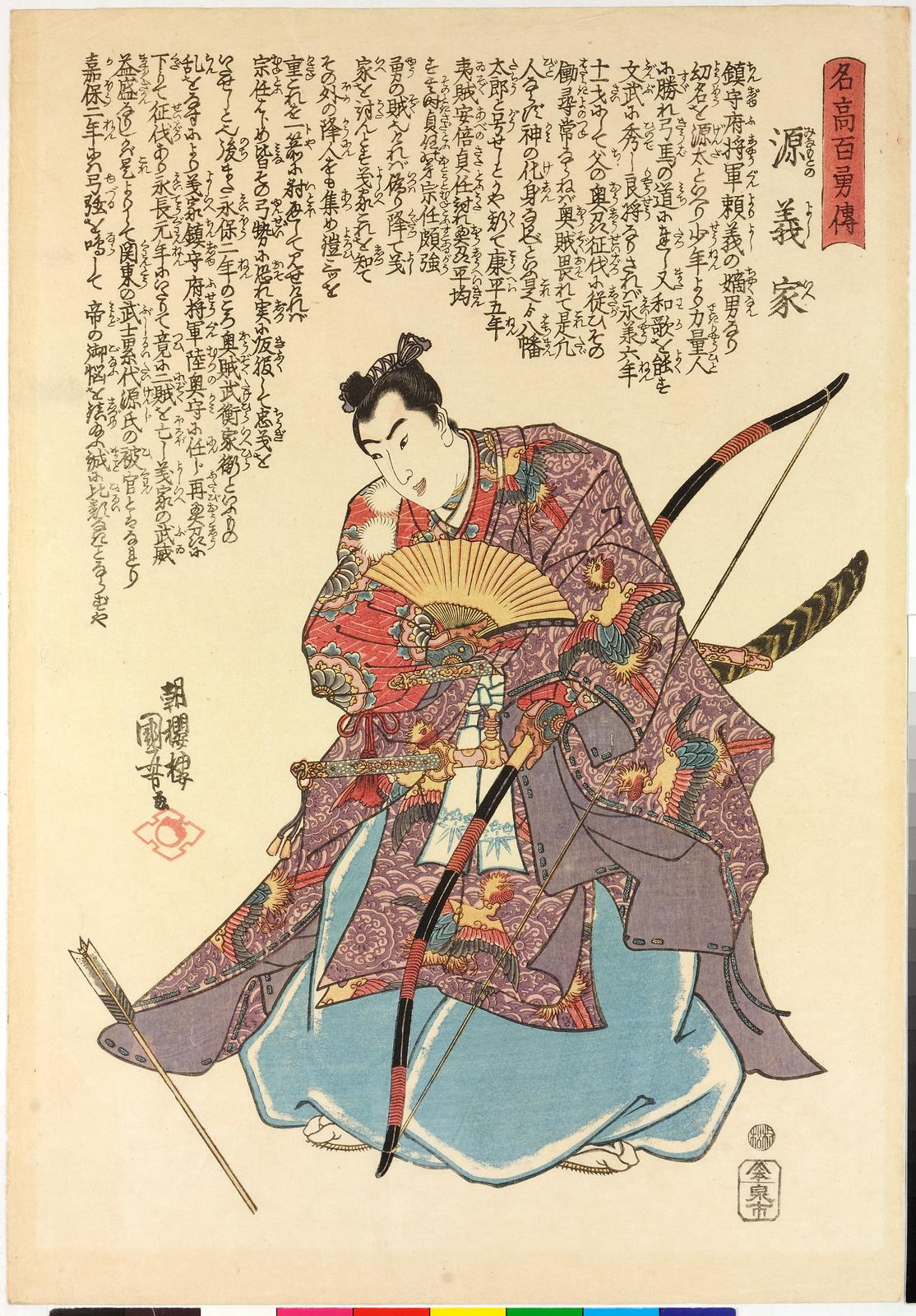
Minamoto no Yoshiie

Minamoto no Yoshiie (japanisch 源 義家; geboren 1039 in der Provinz Kawachi; gestorben 4. August 1106) war ein japanischer Militärbefehlshaber während der späten Heian-Zeit.

## Leben und Wirken

### Frühe Jahre
Minamoto no Yoshiie, ein direkter Nachkomme innerhalb des Genji-Klans, war der älteste Sohn von Minamoto no Yoriyoshi (源 頼義; 988–1075). Seine Mutter war die Tochter von Kozuke no suke Taira no Naokata (平 直方). Im Frühjahr, als Yoshiie sieben Jahre alt war, feierte er seinen Eintritt in das Erwachsenenalter vor der Schatzhalle des Schreins Iwashimizu-Hachimangū (石清水八幡宮) und nahm den Namen „Hachimantarō“ (八幡太郎) an. Während des Früheren Neunjährigen Kriegs folgte er seinem Vater Yoriyoshi an die Front und kämpfte gegen Vater Abe no Yoritoki (安倍 頼時) und dessen Sohn Sadatō (貞任). Im Jahr 1062 wurde Sadatō bei Koromogawa-Seki (衣川関) in der Präfektur Iwate besiegt und anschließend  bei Kuriyagawa-Seki (厨川柵) getötet. In Anerkennung seiner Bemühungen wurde er zum Unteren 5. Rang Dewa-no-kami (従五位下 出羽守) ernannt.
Aufgrund seiner Tapferkeit im Krieg der letzten neun Jahre verbreitete sich Yoshiies Ruf der Tapferkeit in ganz Japan. Seine Schlachten wurden in Büchern wie „Mutsuwaki“ (陸奥話記) beschrieben. Er arbeitete nicht nur als Kebiishi (検非違使) und Saemon Nojō (左衛門尉), um die Beschwerden von Mönchssoldaten (僧兵, Sōhei) niederzuschlagen, sondern diente auch als Militärkommandeur in den Provinzen Shimotsuke, Sagami und Musashi. Er fungierte nacheinander als Provinzgouverneur von Provinz Kawachi und anderen Gebieten und wurde 1083 Mutsu no Kami (陸奥守) und Militärbefehlshaber.

### Mittlere Jahre
Zu dieser Zeit brach im Kiyohara-Klan (清原氏), einer mächtigen Familie in Nordjapan, ein interner Konflikt aus, und Kiyohara no Sanehira (清原 真衡; ?–1083) und Kiyohara no Iehira (清原 家衡; ?–1087), Fujiwara no Kiyohira (藤原 清衡; 1056–1128), gerieten in einen Kriegszustand. Yoshiie griff in diesen internen Konflikt ein, indem er Sanehira unterstützte. Als Iehira und Kiyohira nach Sanehiras Tod im Jahr 1086 in Konflikt gerieten, half Yoshiie Kiyohira und führte persönlich mehrere tausend Reiter zum Angriff auf Iehira. Yoshiie hatte aufgrund des heftigen Widerstands von Iehira und des kalten Wetters eine schwierige Zeit, aber schließlich eroberte er 1087 Kanazawa no Sho (金沢柵) in der heutigen Präfektur Akita und besiegte Iehira.
Während dieser Schlacht bat Yoshiie den kaiserlichen Hof um ein offizielles Dokument, um den Kiyohara-Klan zu jagen. Aber der kaiserliche Hof betrachtete es als Yoshiies privaten Krieg zur Eroberung von Nordjapan und gab ihm weder einen den Auftrag noch eine Belohnung für den Überfall. Aus diesem Grund heißt es im „Ōshō Go-Sannenki“ (奥州後三年記), dass Yoshiie sein persönliches Eigentum nutzte, um die Taten der Soldaten und Soldaten unter seinem Kommando zu belohnen.

### Spätere Jahre
Durch diese Aktionen und durch seine Tapferkeit im Kampf gewann Yoshiie das Vertrauen der Samurai, und die Macht des Minamoto-Klans in den östlichen Provinzen steigerte sich erheblich. Schließlich schenkten viele Samurai und Bauern aus dem ganzen Land Yoshiie Besitz. Er wurde als „Größter und tapferster Krieger unter dem Himmel“ (天下第一武勇之士, Tenka daiichi buyū no shi) bekannt. Er unterstützte den im Ruhestand befindlichen Tennō Shirakawa und  durfte ihn 1098 an seinem Ruhesitz aufsuchen.
Auf der anderen Seite waren der kaiserliche Hof und der Adel jedoch misstrauisch gegenüber Yoshiies schnell wachsender Macht. 1091 begann ein Kampf um Territorien zwischen Yoshiies Gefolgsleuten und den Gefolgsleuten seines jüngeren Bruders Yoshitsuna  (源 義綱; circa 1042–1134). Kurz bevor es zu einer Schlacht zwischen Yoshiie und Yoshitsuna kam, erließ der kaiserliche Hof eine Proklamation, die Yoshiie daran hinderte, nach Kyōto einzureisen, und die den Bauern aus verschiedenen Landesteilen verbot, Yoshiie zu unterstützen.
Auch danach verfolgte der kaiserliche Hof die Politik, die Ausweitung von Yoshiies Macht so weit wie möglich zu einzuschränken und wichtige Positionen an seine jüngeren Brüder Yoshitsuna, sowie Taira Masamori (平 正盛;?–112 ) und anderen zu übertragen. Im Juli 1106, als Yoshiie starb, kam es innerhalb des Klans zu einem ernsthaften Kampf um die Nachfolge, so dass die Macht der Minamoto zu schwinden begann. Der Taira-Klan unter der Führung von Taira Masamori und Taira no Tadamori (1095–1153) konnte sich durchsetzen und stieg auf.